# Апрмон (Ен)
Апрмон (фр. Apremont) насеље је и општина у источној Француској у региону Рона-Алпи, у департману Ен (Рона-Алпи) која припада префектури Нантија.
По подацима из 2011. године у општини је живело 374 становника, а густина насељености је износила 25,67 становника/km². Општина се простире на површини од 14,57 km². Налази се на средњој надморској висини од 850 метара (максималној 1.042 m, а минималној 658 m).

## Демографија
| 1962. | 1968. | 1975. | 1982. | 1990. | 1999. | 2011. |
| ----- | ----- | ----- | ----- | ----- | ----- | ----- |
| 120   | 148   | 200   | 279   | 341   | 329   | 374   |

График промене броја становника у току последњих година